# Grande ortie
Urtica dioica
Pour les articles homonymes, voir Ortie (homonymie).
Espèce
Classification APG III (2009)
Statut de conservation UICN

 LC : Préoccupation mineure
La Grande ortie (Urtica dioica L.), encore appelée ortie dioïque ou ortie commune, est une espèce de plantes à fleurs de la famille des Urticaceae et du genre Urtica.
C'est une plante herbacée vivace d'origine eurasiatique qui est aujourd'hui présente dans le monde entier. Urticante, elle est aussi une plante alimentaire et utilisée pour différents usages agricoles, industriels et médicinaux. Ses fleurs sont unisexuées, portées soit par des pieds différents (diécie), soit par le même pied (monoécie très rare), ce qui peut permettre de mieux comprendre les mécanismes génétiques de la séparation sexuelle des plantes. Souvent mal aimée à cause de son caractère piquant, considérée comme mauvaise herbe durant les trente glorieuses, elle a pourtant été une source de nourriture, de fibre et de fourrage, probablement depuis la préhistoire. 
Victor Hugo romancier dans Les Misérables lui consacre un chapitre entier, où il écrit notamment : « Quand l'ortie est jeune, la feuille est un légume excellent ; quand elle vieillit, elle a des filaments et des fibres comme le chanvre et le lin. La toile d'ortie vaut la toile de chanvre. Hachée, l'ortie est bonne pour la volaille ; broyée, elle est bonne pour les bêtes à cornes. La graine de l'ortie mêlée au fourrage donne du luisant au poil des animaux […] il n'y a ni mauvaises herbes ni mauvais hommes, il n'y a que de mauvais cultivateurs. »

## Description

### Appareil végétatif

Le dard urticant se termine par une pointe en silice se plantant comme une aiguille dans l'épiderme ; l'« ampoule » qui le coiffe, très fragile, se brise à la moindre contrainte, comme du verre très fin, injectant le liquide urticant dans la peau.

Cette plante vivace herbacée mesure le plus souvent entre 90 cm et 2 m de hauteur, et parfois jusqu'à 2,7 m de haut, formant, grâce à ses longs rhizomes, des peuplements monospécifiques,).
Tous ses organes (tige, feuilles, fleur) sont recouverts de deux types de poils : de longs poils urticants (piquants appelés scientifiquement trichomes) et de petits poils souples. La densité de ces piquants augmente chez les plantes broutées par les herbivores ou soumises à des agressions mécaniques (piétinement, fauchage). Les orties des sous-bois ont moins de piquants car elles sont moins exposées et donc moins agressées. Cette densité variable est en lien avec la stratégie de défense contre les herbivores, la défense induite et l'allocation des ressources. Les poils urticants sont inégalement répartis : la base de la tige et les entre-nœuds ont une densité plus faible, de même que la face supérieure des feuilles (où les poils plus clairsemés sont localisés surtout le long des nervures), mais là encore, il existe une grande variabilité. Ils sont généralement orientés vers le haut, ce qui rend possible sa cueillette à main nue en pinçant doucement la tige tout en remontant les doigts vers le haut. La récolte avec des gants suffisamment épais est cependant moins risquée, de même que la cueillette lorsqu'elle est montée à graines car elle pique moins. On peut calmer les brûlures en froissant sur la peau des feuilles fraîches de Grand plantain ou, selon les usages traditionnels, à l'aide de feuilles de menthe, de sureau, de persil, d'ortie écrasée, de lierre terrestre, d'oseille ou de mauve, voire appliquer de la terre sèche, une moitié d'oignon ou une compresse imbibée de vinaigre.
Il est aussi possible, comme le recommandait déjà J. Wesley dans son livre Primitive Physic, d'appliquer du jus d'ortie sur la zone rendue douloureuse et enflammée par des piqures d'orties.
Ses tiges à section quadrangulaire sont dressées et non ramifiées (toutefois, une tige coupée peut très bien émettre des rejets latéraux). Les feuilles vert foncé, opposées, ovales à lancéolées, sont en général deux fois plus longues que larges. Elles sont bordées de fortes dents triangulaires. Les cellules épidermiques renferment des corpuscules calcifiés appelés cystolithes. La forme plus ou moins allongée des cystolithes est un caractère dérivé propre aux Urticacées.
Cette ortie présente des rhizomes traçants de quelques mm d'épaisseur, pourvus d'un chevelu de fines racines adventives qui renferment des polysaccharides, une lectine, de nombreux composés phénoliques, des lignanes et des stérols.

### Appareil reproducteur
Les fleurs sont unisexuées, minuscules et réunies en grappes, mâles et femelles sur des pieds différents (pour la forme dioïque).
Les grappes femelles sont tombantes, les grappes mâles dressées. La fleur femelle est formée de 4 tépales dont deux beaucoup plus gros enveloppant un ovaire uniloculaire et deux petits extérieurs. La fleur mâle comporte 4 tépales et 4 étamines, recourbées dans le bouton et se redressant de manière élastique à l'anthèse, en projetant au loin un petit nuage de pollen. La pollinisation est essentiellement anémophile, et parfois en partie entomophile.
Le fruit est un akène ovoïde, qui reste enveloppé dans les deux gros tépales accrescents et qui est adapté à la dyszoochore. Ce fruit sec indéhiscent est d'abord vert puis brun, en grappes ; il contient une graine dont l'embryon est entouré d'un endosperme charnu peu important.

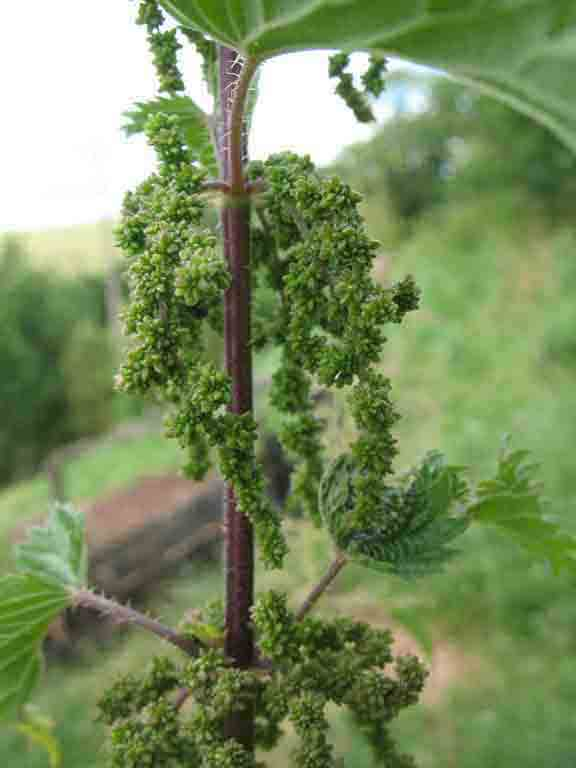
Fleurs femelles.
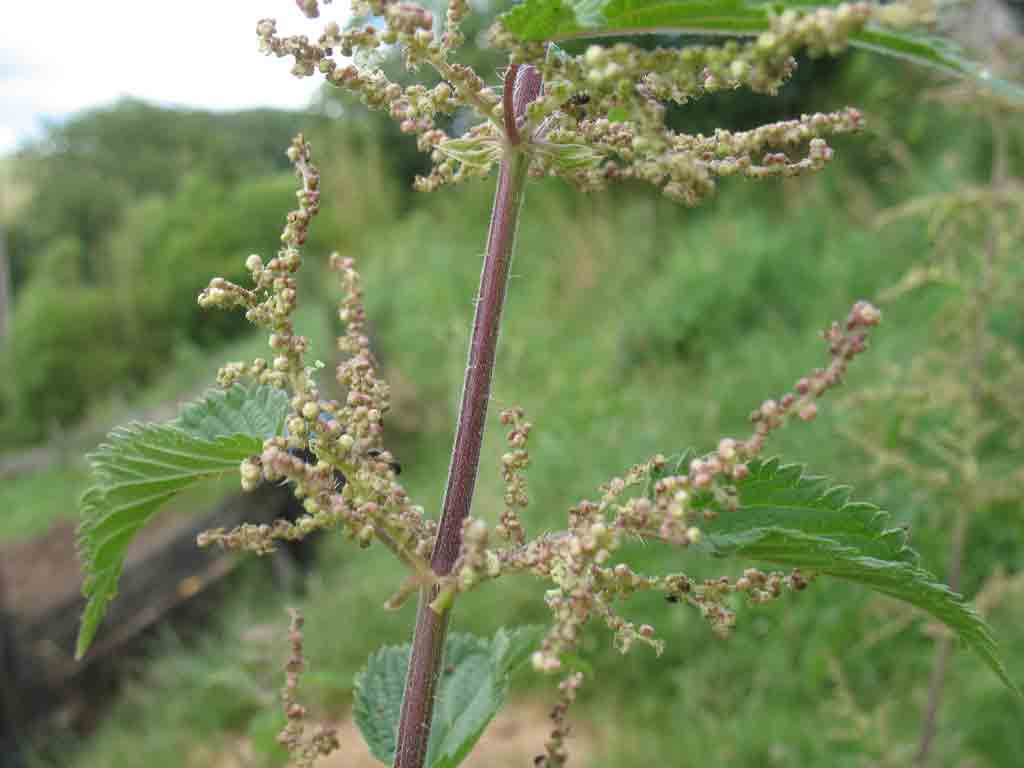
Fleurs mâles.
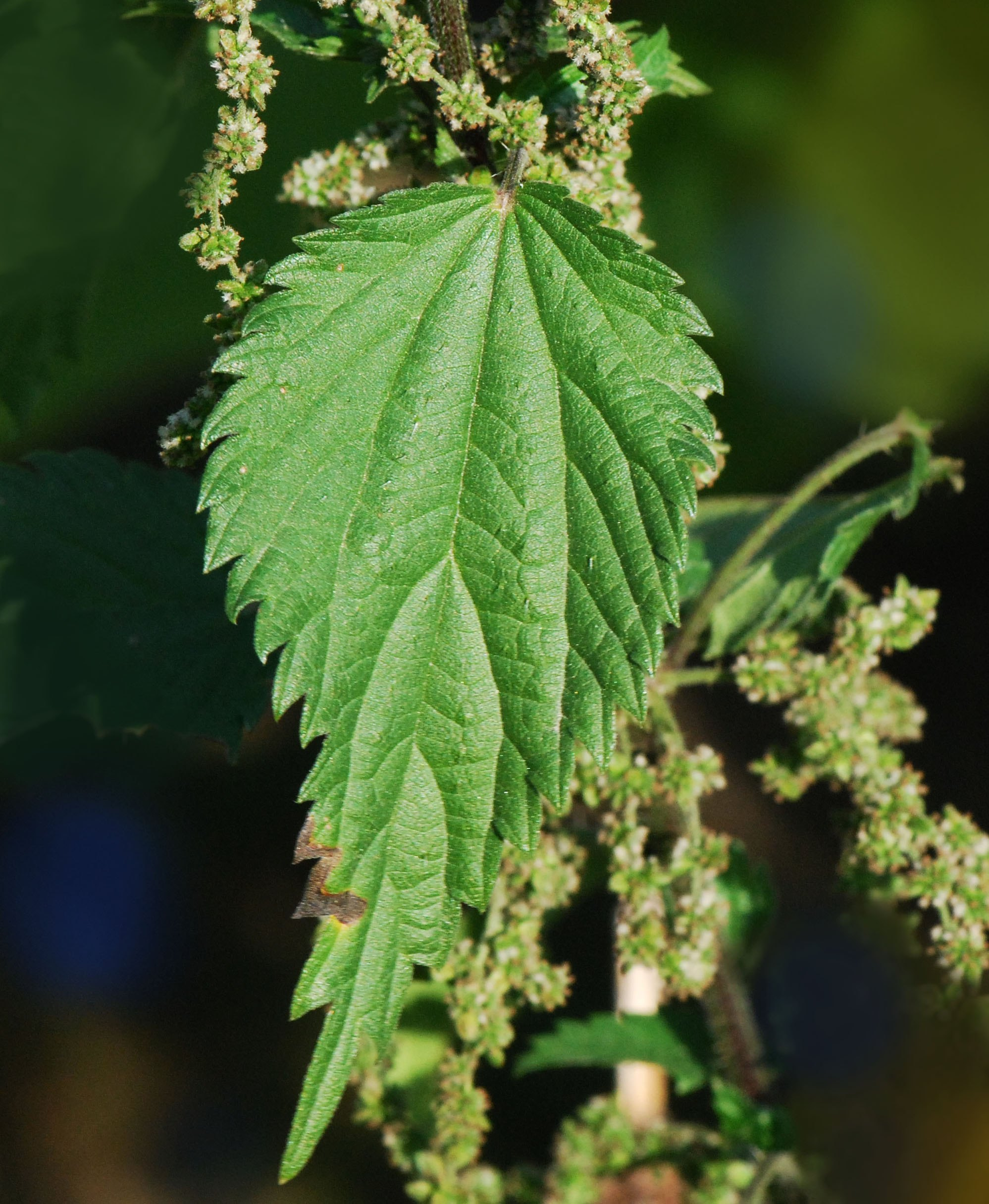
Feuille.
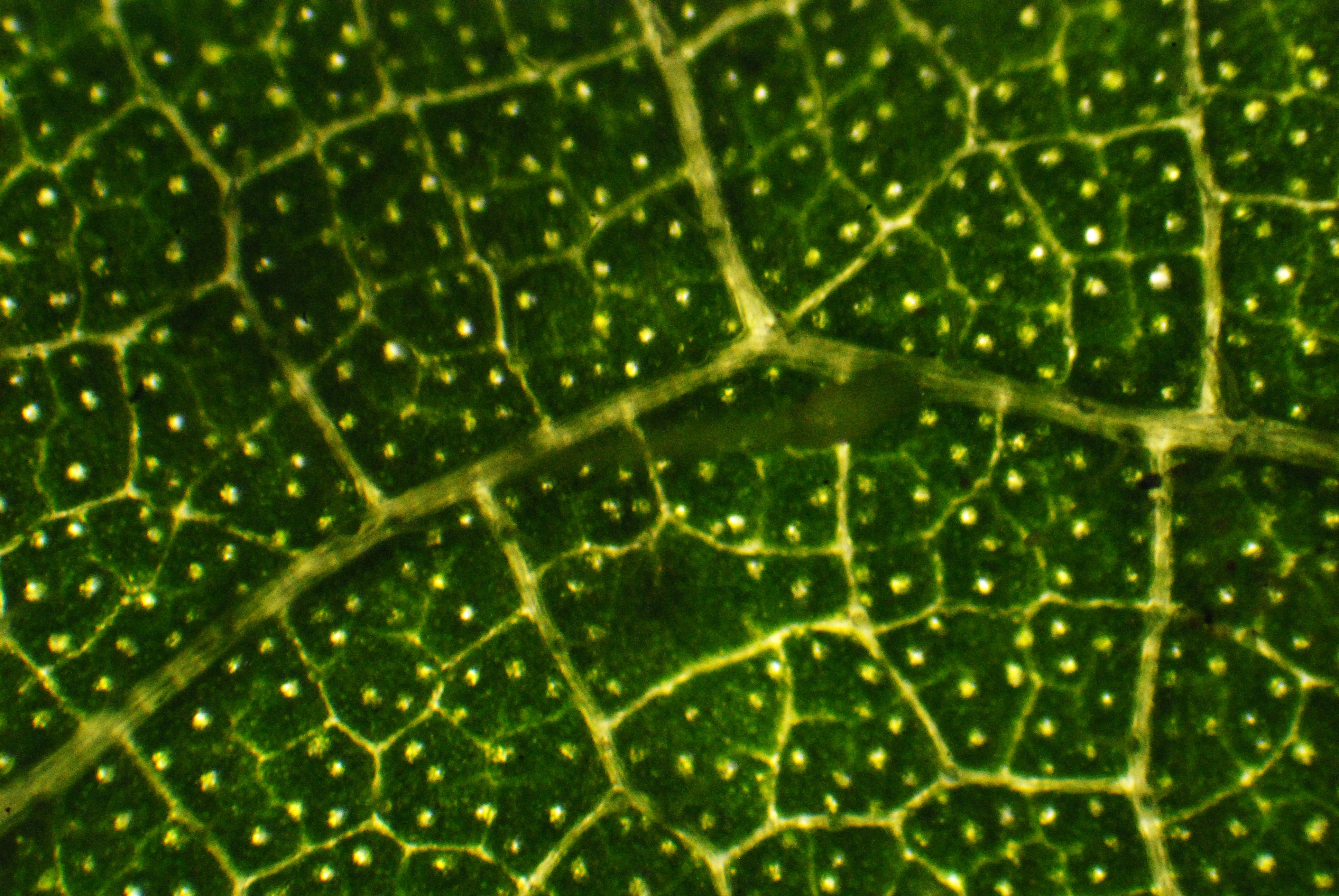
Cystolithes.
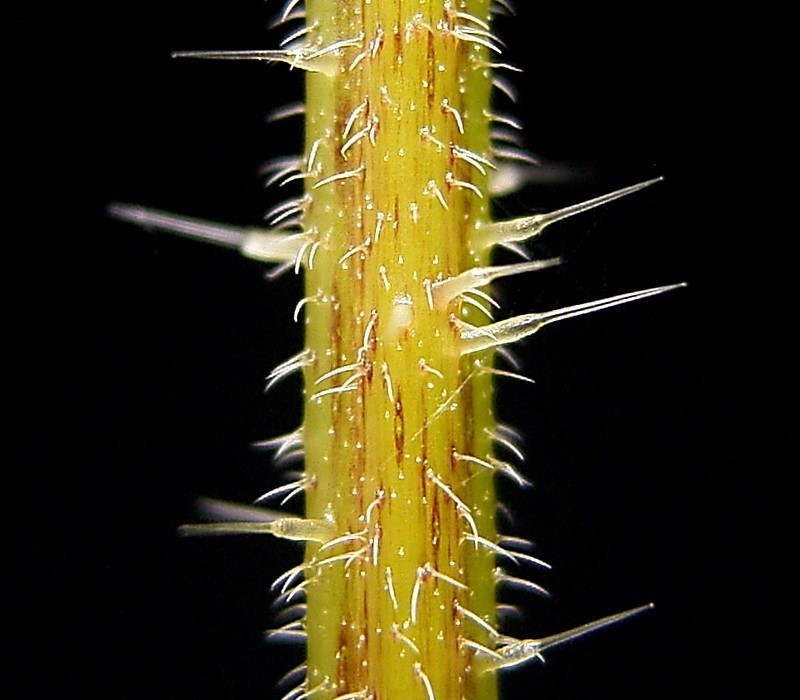
Poils urticants.
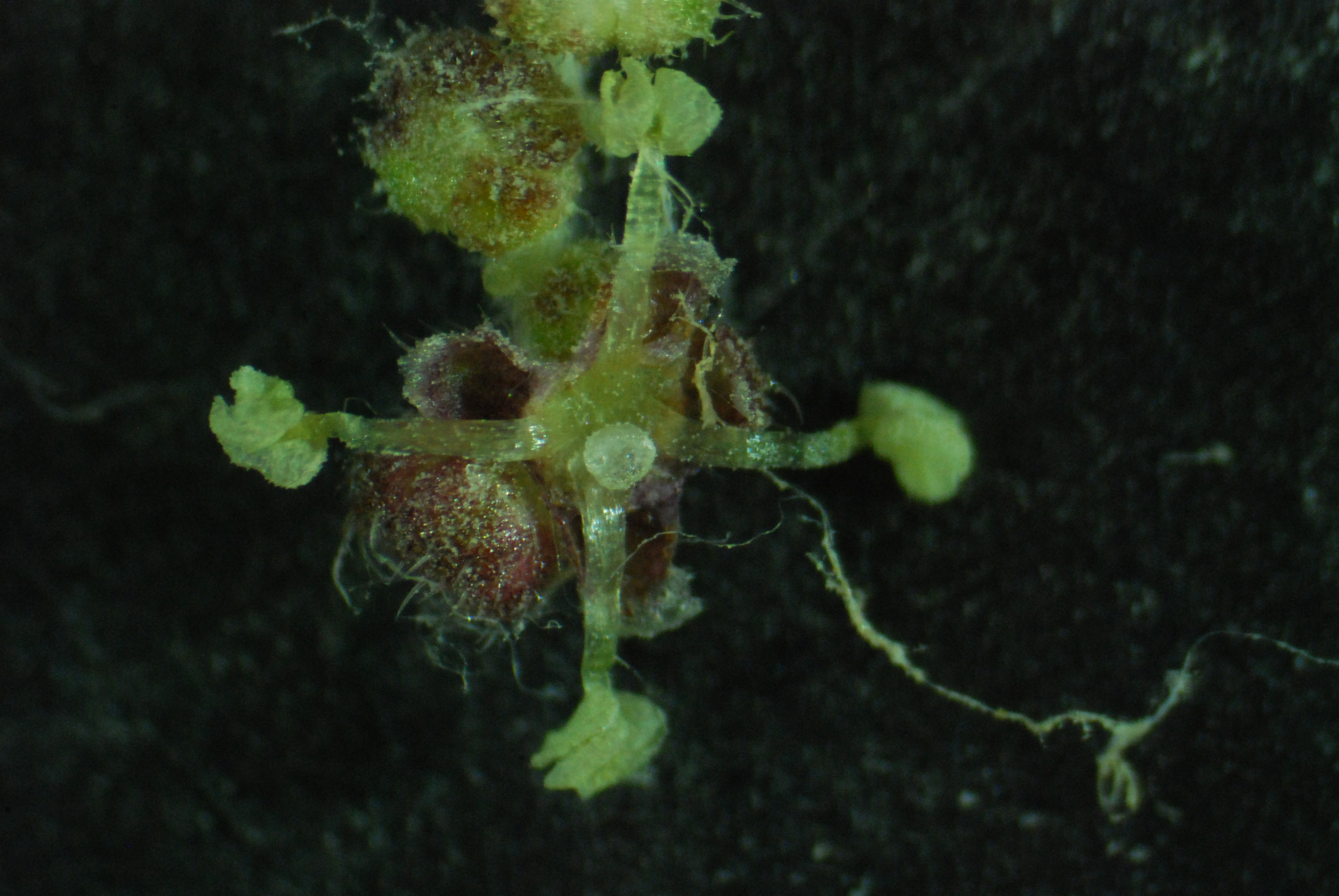
Fleur mâle.
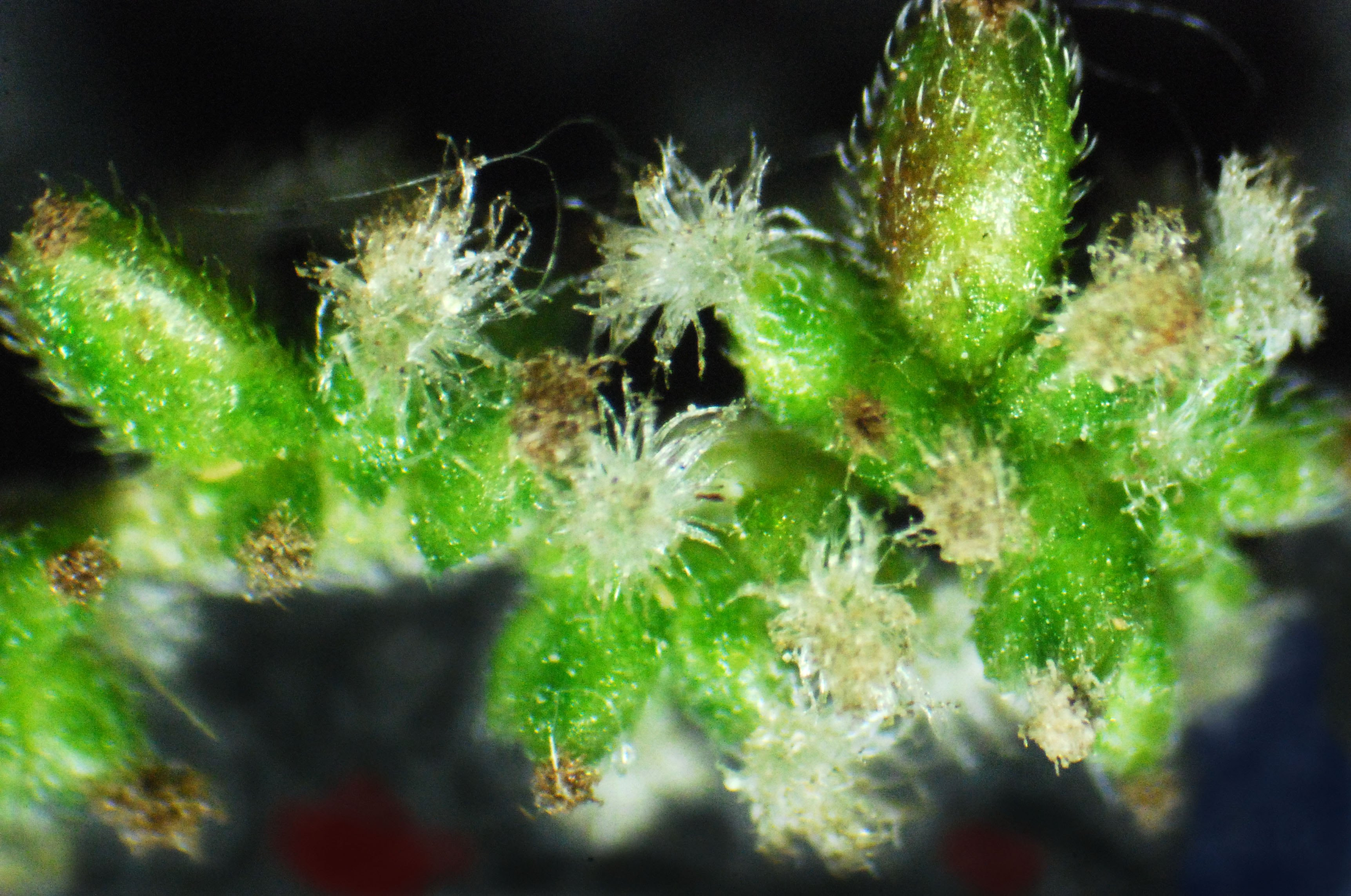
Fragment de grappe de fleurs femelles.
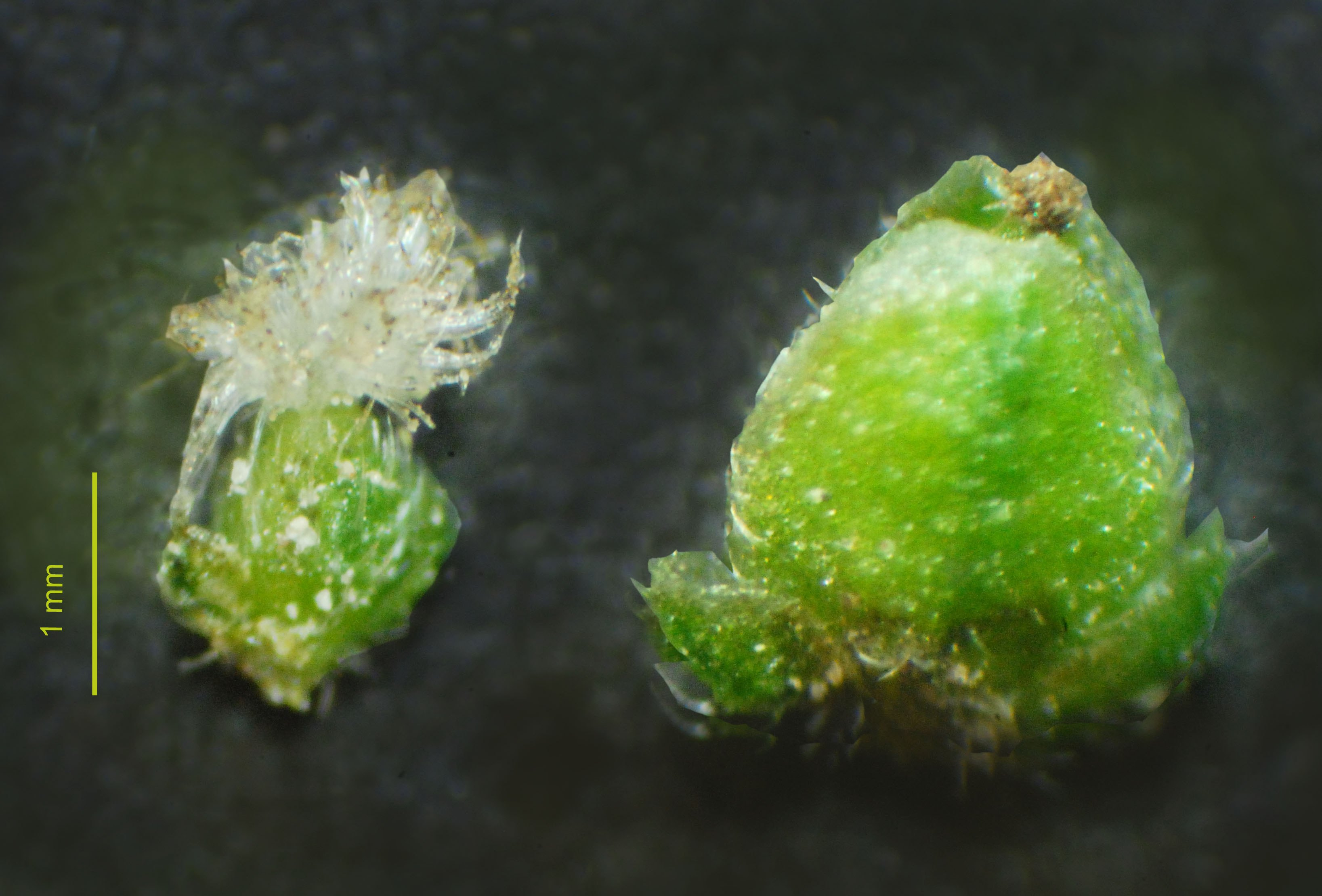
Fleurs femelles.
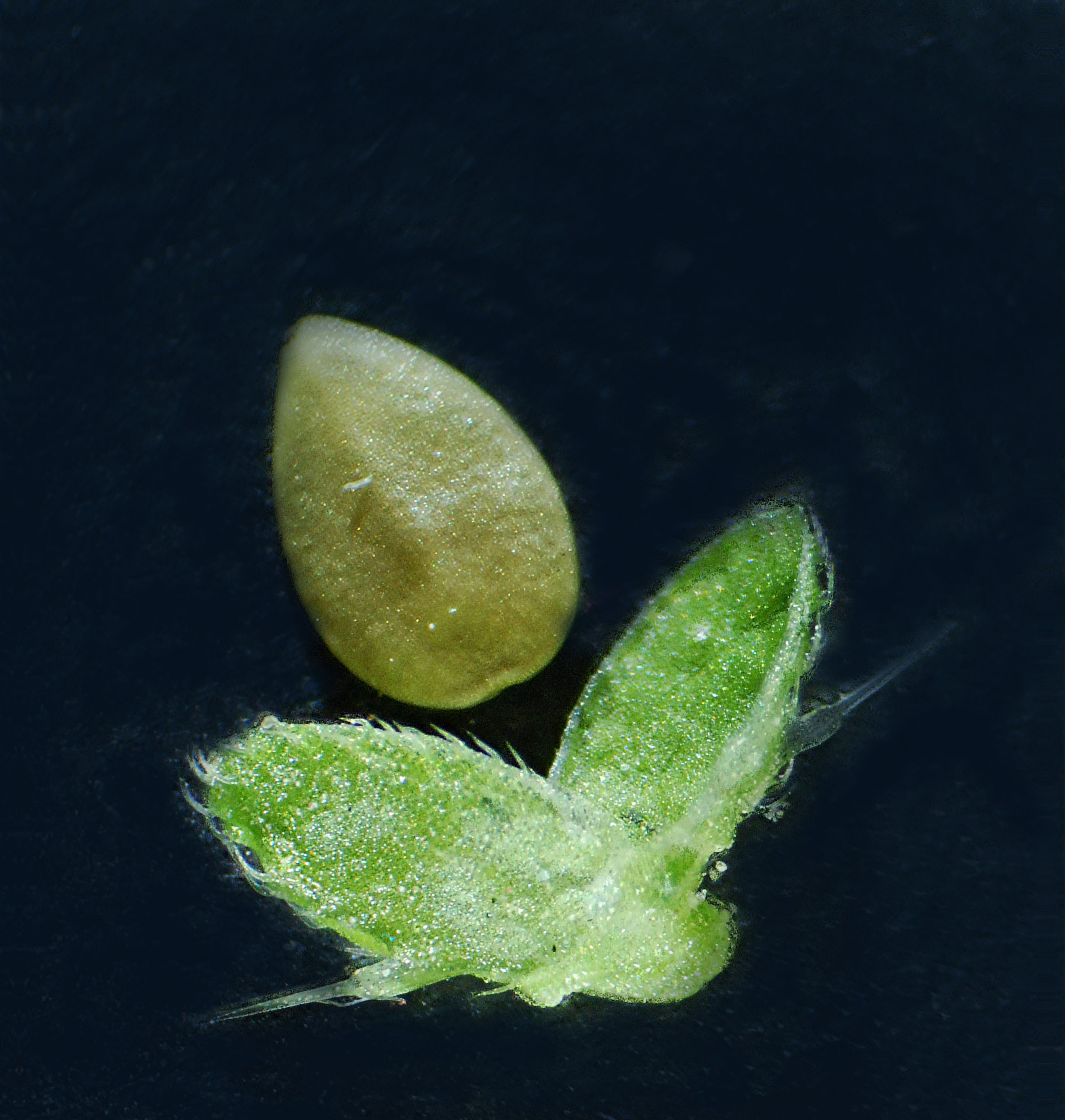
Fruit.
Pollen.

## Aires de répartition
- Originaire d'Eurasie, elle s'est répandue dans presque toutes les régions tempérées du monde. Elle est plus commune en Europe du Nord qu'en Europe du Sud ou en Afrique du nord, aux climats trop secs. Largement distribuée en Amérique du Nord, elle est toutefois moins abondante qu'en Europe du Nord.
- La Grande ortie est très commune partout en France (Corse comprise).
- Plante hydrophile et nitrophile, elle affectionne les friches rudéralisées, les prairies, les décombres et les abords des habitations.
C'est une plante bioindicatrice[16] des sols basiques, riches en azote, phosphore et potassium. Dans certaines circonstances son abondance peut signaler un excès de matières organiques riches en nutriments ou une pollution des sols par les oxydes ferriques. Mais on ne la trouve généralement pas dans les cultures car elle ne supporte pas le travail fréquemment renouvelé du sol (à la différence de l'ortie brûlante une adventice des cultures maraîchères).

La plante utilise la reproduction sexuée pour conquérir de nouveaux sites de colonisation. Puis une fois implantée dans un lieu grâce à une graine, elle développe rapidement des stolons en surface et des rhizomes en profondeur pour s'étaler alentour et former une population clonale, unisexuée et très compacte. D'après une étude de Glawe, chaque pied d'origine de Grande ortie donne en moyenne, par multiplication végétative, une vingtaine de « rejetons » (appelés ramets). Certains clones, formés d'un seul génotype, peuvent s'étendre sur plusieurs mètres carrés. On peut trouver en un endroit, une population avec une forte domination de pieds femelles et en un autre endroit, une majorité de pieds mâles. Mais en moyenne, sur 26 populations d'orties communes étudiées, représentant plus de 14 000 pieds, Glawe a trouvé 47 % de pieds femelles, 45 % de mâles, 2 % de pieds monoïques (portant des fleurs des deux sexes) et 6 % sans fleurs.

## Statuts de protection, menaces
Le statut de l'espèce, en termes de menaces, est évaluée comme non préoccupant aux échelons mondial, européen et français.

## Espèce-hôte

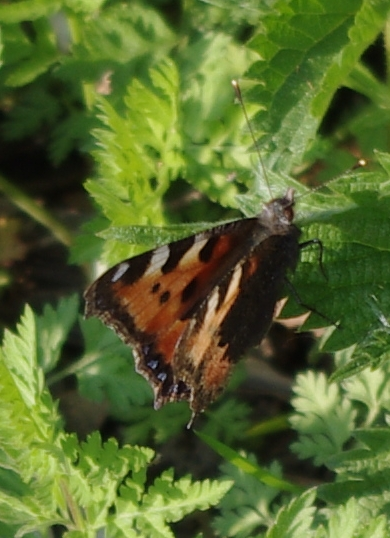
Petite tortue (Aglais urticae) sur sa plante hôte.

L'ortie est un véritable foyer pour une faune qui lui est spécialisée, notamment de nombreuses espèces de papillons, de coléoptères (comme le charançon de l'ortie) et de punaises.
En Europe de l'Ouest, l'ortie est la plante-hôte obligatoire d'une trentaine d'insectes dont des papillons diurnes (pollinisateurs importants, souvent en voie de régression) tels que le Paon-du-jour (Aglais io), le Vulcain (Vanessa atalanta), la Carte géographique (Araschnia levana), et la Petite tortue (Aglais urticae). L'ortie est aussi l'hôte de papillons de nuit tels que la Pyrale de l'ortie (Eurrhypara hortulata).
Elle accueille aussi facultativement la Belle-Dame ou Vanesse des chardons (Vanessa cardui), qui, comme son nom l'indique, pond aussi sur les chardons, et le Robert-le-diable (Polygonia c-album), qui pond parfois aussi sur le houblon.
Plusieurs espèces communes de papillons de nuit se nourrissent aussi de cette plante. On peut citer la Noctuelle à museau (Hypena proboscidalis) appelée aussi l'Hypène proscidale. Il y a aussi la Plusie vert dorée (Diachrysia chrysitis) et des pyrales comme la Pyrale de l'ortie (Anania hortulata) et la Pyrale opaline (Pleuroptya ruralis).
Ces lépidoptères et autres insectes (le puceron de l'ortie, l'apion de l'ortie, le Charançon de l'ortie (Phyllobius urticae) etc.) ou encore le spectaculaire crache-sang (Timarcha tenebricosa) contribuent au contrôle des populations d'ortie alors que divers ichneumonidés contrôlent les insectes herbivores qui consomment les orties en les parasitant, eux-mêmes étant consommés par des oiseaux, reptiles, amphibiens ou mammifères insectivores.
L'éradication de cette plante nuit donc au maintien de la biodiversité[réf. souhaitée].

## Constituants
- Les feuilles de la Grande ortie sont très riches en protéines. Elles contiennent aussi :
  - des flavonoïdes (dérivés du quercétol, du kaempférol et de l'isorhamnétol) ;
  - des sels minéraux (calcium, potassium, silice) et des vitamines A et C ;
  - des acides-phénols (acide caféique, acide caféyl-malique, acide chlorogénique) ;
  - du scopolétol, sitostérol, ainsi que des glycoprotéines, lipides, sucres et acides aminés libres.
- Les racines de la Grande ortie renferment des polysaccharides, une lectine, de nombreux composés phénoliques (acides-phénols, scopolétol, aldéhydes et alcools phénylpropaniques et homovanillique), des lignanes. On note aussi la présence de stérols comme le sitostérol.
- L'action urticante est due au liquide contenu dans la base des poils. Il comprend des acides formiques (au rôle mineur dans l'irritation)[10], de l'histamine, de l'acétylcholine, de la sérotonine et des leucotriènes[21]. Il provoque un prurit, un érythème, ainsi qu'une sensation de brûlure qui dure de 15 minutes à 1 ou 2 heures[22].

## Usages médicinaux
L'ortie, en dépit des apparences, bien qu'urticante, est inoffensive pour la santé, et même considérée comme bonne pour la santé : des tests ont montré que ses extraits, à dix-huit grammes par jour par voie orale chez l'Homme sont sans « aucun effet secondaire ».

### Types de préparations phytothérapeutiques
Les présentations médicinales les plus fréquentes sont « la poudre totale sèche, l'extrait sec, les infusions, les décoctions et les sucs frais ».
Les teneurs des feuilles ou de la racine peuvent considérablement varier selon le stade de développement de la plante, le lieu et la saison de récolte et selon l'état de la plante. Dans tous les cas, les feuilles sont plus riches en principes actifs que les tiges.

### Modes de délivrance
La phytothérapie utilise la Grande ortie en usage interne, par exemple :
- comme complément alimentaire (fraiche, en jus ou séchée), contre l'asthénie, l'anémie, la dénutrition ou la malnutrition[23], pour améliorer l'attention intellectuelle et lutter contre l'anxiété et les états dépressifs[10] ; 
ses feuilles sont indiquées contre l'arthrite, les rhumatismes, la goutte et la rhinite allergique[23] ; 
Son jus frais est hémostatique, efficace contre les saignements cutanés, de nez et en cas de règles abondantes, il en réduira le flux[25] ;
- en tisane, contre les rhinites et des allergies saisonnières[26], contre l'asthme ou encore seule ou couplée au chou palmiste noir (Serenoa repens), en tisanes ou en extraits contre certains problèmes de miction (liés à une hypertrophie bénigne de la prostate[25], contre la goutte et les rhumatismes[10]). En Allemagne, cette tisane est prescrite comme diurétique léger (mais selon Henri Cazin, elle n'est pas assez diurétique pour être intégrée dans un traitement de l'hypertension ou les problèmes cardiaques[27]).

La Grande ortie est aussi utilisée en usage externe, par exemple :
- pour les soins des cheveux gras et du cuir chevelu (shampoing antipelliculaire)[10] ;
- en cataplasme de feuilles fraîche, contre l'acné, les douleurs arthritiques et rhumatismales[28]. 
La Grande ortie est utilisée seule, ou en association, par exemple avec le souci (Calendula officinalis) et la patience (Rumex crispus), contre des problèmes de peau chroniques (eczéma, psoriasis et urticaires chroniques)[25] ;
- en bain de bouche, contre certaines infections buccales (aphtes, gingivites), et de la gorge (angines)[28] ;
- contre les hémorroïdes[29].

Elle est aussi utilisée en homéopathie (dont en teinture homéopathique, contre la varicelle).

### Historique des usages médicinaux
L'ortie, est empiriquement utilisée depuis des millénaires, en médecine traditionnelle humaine et vétérinaire, contre de nombreuses pathologies.
En Inde, la médecine ayurvédique fait entrer l'ortie dans les régimes alimentaires appropriés au type Kapha (individus calmes, de forte corpulence devant privilégier les substances chaudes, âcres et piquantes).
En occident, depuis l'antiquité au moins, cette ortie est couramment consommée comme aliment (à Rome par exemple, tout comme le lamier blanc), mais est aussi une plante médicinale, notamment considérée comme un puissant hémostatique. En Grèce, Dioscoride (Ier siècle) prescrivait l'utilisation de feuilles fraiches pour les métrorragies, les blessures infectées ; « il considérait les graines comme aphrodisiaques et expectorantes, et les feuilles comme diurétiques, laxatives, emménagogues. Une décoction d'ortie et de raisins secs dans du vin donnait, selon lui, d'excellents résultats. Mélangées dans du miel, les mêmes graines sont pectorales. Il conseillait aussi les cataplasmes de feuilles écrasées contre les « morsures rabiques », les plaies gangréneuses, les ulcères, les suppurations, l'aménorrhée. Il utilisait déjà son suc contre les saignements de nez. Pline (Ier siècle) recommandait l'Ortie pour ses propriétés hémostatiques. Galien, un siècle plus tard, lui attribue les mêmes vertus médicinales. Au XIIe siècle, Sainte Hildegarde (1098-1179) recommandait l'utilisation de graines d'Ortie pour traiter les douleurs d'estomac. ». Les médecins médiévaux la prescrivaient contre l'angine, les crachements ensanglantés, les maladies de la rate ainsi que les maux de tête. Des graines soulageaient les maladies des reins et de poitrine et son suc (frais) les douleurs articulaires et les plaies enflammées et encore la racine contre les tumeurs ganglionnaires et les saignements du nez.

Au XVIe et XVIIe siècles, on la retrouve dans le soin contre les hémorragies et les hémoptysies. Selon Culpeper, un mélange de miel/sucre et de feuilles, en gargarisme soigne les maux de bouche et de gorge ; et avec des feuilles et racines d'Ortie bouillies, les poumons encombrés sont soulagés. Il recommande aussi le jus d'Ortie pour le lavage antiseptique des plaies et infections de la peau. Bock et Matthiolus quant à eux prescrivaient les feuilles comme diurétique, aphrodisiaque, anti-hémorragique, cicatrisant des plaies et dans le traitement des maladies rénales.

Au XVIIIe siècle, Chonel la considérait comme « l'un des plus assurés remèdes pour le crachement de sang, et pour les hémorragies ». Elle était reconnue pour ses propriétés astringentes, antidiarrhéiques, antidiabétiques et dépuratives. Jusqu'au XIXe siècle, on considérait que les flagellations (ou urtication) du corps avec une botte d'ortie permettait de lutter efficacement contre les douleurs rhumatismales, d'induire un effet vasoconstricteur ou de lutter contre la léthargie, le coma, la paralysie, ou encore contre la typhoïde ou le choléra.

Au XIXe siècle, on l'inscrit au Codex de la Pharmacopée française (1818) où elle est encore présente.
Au XXe siècle l'effet vasoconstricteur du suc de la plante est confirmé en cas de métrorragies et épistaxis, et en 1924, M. Dobreff découvre dans la grande ortie une « sécrétine » analogue à celle de l'épinard puis Wasiscky, de 1929 à 1932, confirme l'efficacité de l'ortie contre certains types de diabète, et la pertinence de beaucoup d'usages traditionnels de la Grande ortie seront confirmés, dont par de nombreuses études de phytochimie montrant que ses teneurs en polyphénols, flavonoïdes (quercétine, le kaempférol et rutine principalement, ont effectivement des propriétés antioxydantes et anti-inflammatoires,,,. 
La quercétine a aussi montré un effet contre certains cancers et tumeurs (mammaires) chez le rat de laboratoire et contre l'hyperplasie de la prostate expérimentalement induite chez la souris ou le cancer de la prostate. 
Et la rutine — outre des propriétés anticancéreuses — atténuerait les effets du mauvais cholestérol (LDL) oxydé,. L'ortie contient aussi des acides organiques (acide caféique et ses esters, acide férulique, acide chlorogénique, acide citrique, acide fumarique, acide phosphorique), ; or « les tanins, l'acide caféique, l'acide férulique et les coumarines possèdent aussi une activité anti-oxydante et peuvent protéger les cellules contre les dommages provoqués par les radicaux libres, »,. 
En outre, si la feuille (mais pas la graine) est relativement pauvre en lipides (0,7 à 2 % en poids frais), son taux de vitamines, protéines (4,3 à 8,9 % du poids de la feuille fraiche, et bien plus pour la feuille sèche réduite en poudre) et son taux de minéraux (la combustion de la feuille laisse 3,4 à 18,9 % de son poids en cendres ; cette plante est particulièrement riche en calcium, magnésium, potassium, silicium et fer). Ces caractéristiques confèrent à cette plante une haute valeur nutritionnelle (57 à 99,7 Kcal/100 g de feuilles fraiches), pour un taux de glucides allant de 7,1 à 16,5 % des feuilles fraiches, et une capacité reminéralisante (utile en cas d'arthrose et d'ostéoporose) et de renforcement du système immunitaire, contre les infections bactériennes et virales notamment. De plus, étant à la fois riche en vitamine C et en fer, elle augmente la biodisponibilité du fer, ce qui la rend doublement intéressante contre l'anémie.
Les actions pharmacologiques finalement reconnues à la Grande ortie sont : « antiproliférative, anti-inflammatoire, anti-oxydante, analgésique, anti-ulcéreuse, immunostimulante, anti-infectieuse, hypotensive et protectrice vis-à-vis des maladies cardiovasculaires (...) la plupart de ses indications revendiquées en médecine traditionnelle ont été confirmées, et de nouvelles propriétés ont été rajoutées. ». Elle est aussi antidiabétique, surtout via un extrait aqueux. Son activité antibactérienne est démontrée contre E. coli, S. aureus, Bacillus et P. aeruginosa, mais uniquement pour des extraits éthanolïque et méthanoliques de la plante (pour toutes les souches bactériennes testées), l'extrait aqueux étant, lui, inefficace contre ces bactéries/>.
Ainsi, à titre d'exemple, au Maroc, traditionnellement, « la plante entière est employée pour ses vertus diurétiques, anti hypertensives, antidiabétiques, dépuratives, hémostatiques, anti asthéniques, anti-anémiques, antispasmodiques, antirhumatismales, et comme remède dans les maux de tête et les coups de froid,, (...) pour traiter les affections spléniques, rénales et dermiques. D'autres utilisations traditionnelles, contre la tuberculose et les lithiases biliaires et rénales, ont été aussi décrites dans la littérature. En usage externe, elle est utilisée dans le traitement des aphtes et des hémorroïdes,. Ses graines sont administrées par voie orale pour leurs effets galactogènes, supposément aphrodisiaques et par voie locale pour traiter la gale et le prurit ». En tant que complément alimentaire ou aliment, elle est particulièrement pertinente chez le convalescent, l'anémié, la femme enceinte, la personne âgée et en cas de malnutrition/dénutrition.
Selon une revue d'étude plus récente (2022) l'ortie a aussi été utilisée contre la sciatique ou contre les morsures de serpent ; et elle s'est montrée « extrêmement utile pour traiter des infections microbiennes et parasitaires, le cancer, la jaunisse, des maladies de l'estomac, des morsures de serpent, le diabète, des problèmes hépatiques et rénaux, des plaies, comme diurétiques, pour la libido, des maladies pulmonaires, l'hypotension, la purification du sang, l'urticaire, la rhinite allergique, de stroubles de la prostate, de shémorroïdes, et comme galactagogue et dépuratif ». Ceci fait de la Grande ortie et d'autres espèces d'Urtica un groupe de plante ayant un fort potentiel dans le domaine de « la promotion du bien-être et la prévention des maladies ».
Les orties ont aussi servi aux soins post-vêlage, à traiter des entorses, des fractures hématuries, des douleurs au cou ou encore des plaies vitellines. L'ortie a aussi été utilisée pour certains exorcismes.

### Utilisation de la racine d'ortie
La racine d'ortie contient des lectines, les polysaccharides, les stérols et les lignanes. Elle est réputée bénéfique sur l'hyperplasie bénigne de la prostate (HBP) sans que les substances actives n'aient été formellement identifiées,,. Pour Jean Bruneton : en 1998, « En l'absence d'études cliniques incontestables, la racine d'ortie est, en France et par voie orale (Note Expl., 1998), traditionnellement utilisée comme adjuvant dans les troubles de la miction d'origine prostatique et pour favoriser l'élimination rénale de l'eau. Pour la Commission E allemande, la racine d'ortie augmente le volume et le débit urinaire, elle réduit le résidu post-mictionnel. Elle est donc utilisée dans les difficultés urinaires liées aux stades I et II de l'hypertrophie prostatique bénigne ».
Un effet antiprolifératif de l'UDA (et des extraits méthanoliques et hydroalcooliques de racine) sur des cellules prostatiques cancéreuses a ensuite été démontré, à la fois in vivo et in vitro,,. Et un effet anti-mutagène est également évoqué par Antonella Di Sotto et ses collaborateurs en 2015.
On a aussi découvert dans les années 1980 que la racine d'ortie contient une lectine atypique, de faible masse moléculaire (8 à 9 kDa), baptisée UDA (pour Urtica Dioica Agglutinin) qui est une chaîne polypeptidique faite d'un complexe d'isolectines, de moins de 100 acides aminés présentant une activité immunomodulatrice et qui pourrait atténuer certaines manifestations auto-immunes). L'agglutinine des racines de la Grande ortie a une activité antifongique et insecticide, agissant en synergie avec la chitinase pour inhiber la croissance fongique (la chitine est à la fois un composant essentiel des cellules de champignon et des cuticules et carapaces d'insectes. Brockaert a montré en 1989 que l'agglutinine peut ainsi inhiber la croissance de plusieurs champignons saprophytes et pathogènes des plantes. On a d'ailleurs découvert la même année que c'est le même gène qui code pour la production de cette agglutinine (UDA) et de la chitinase. Ceci pourrait expliquer pourquoi les racines de l'ortie dioïque semble résister à la colonisation par les structures mycorhiziennes arbusculaires (même lors de tentatives d'ensemencement par le champignon mycorhizien à arbuscules Glomus mosseae) ; un indice plaidant pour cette explication est que l'application d'extraits de racines et de rhizomes d'ortie aux extrémités des hyphes de G. mosseae en inhibe la croissance.

### Utilisation des fleurs d'ortie
Selon une étude publiée en 2015, la fleur de la Grande ortie contient des molécules ayant une activité antibactériennes et antifongiques, bonne à modérée quand l'extrait est utilisé à des doses de 25 à 100 μg/mL.

#### Utilisation des feuilles d'ortie
Les feuilles d'ortie sont réputées anti-asthéniques et anti-anémiques, que ce soit en infusion, en teinture, en poudre ou sous forme de jus frais. La forme SIPF de Grande ortie permet une amélioration progressive et constant sur tous les aspects de la fatigue. 
Pour Jean Bruneton : « En France, il est possible pour les phytomédicaments à base de feuilles d'ortie dioïque de revendiquer, par voie orale aussi bien qu'en usage local, les indications suivantes (Notes Expl., 1998) : traditionnellement utilisé dans les états séborrhéiques de la peau, traditionnellement utilisé dans le traitement symptomatique des manifestations articulaires douloureuses mineures ».
On trouve en vente des lotions capillaires et des shampoings pour le traitement de la chute des cheveux, des cheveux gras et des pellicules. Mais en dehors des sites de marketing, une étude a démontré que les extraits d'ortie peuvent inhiber l'activité de la 5-alpha-réductase, suggérant un potentiel dans le traitement de l'alopécie androgénique. Car l'inhibition de l'enzyme 5-alpha-réductase, qui est impliquée dans la conversion de la testostérone en dihydrotestostérone (DHT), induit une réduction de la DHT, associée à une diminution de la chute des cheveux, notamment dans l'alopécie androgénique. 
L'extrait hydroéthanolique de Grande ortie a un effet anti-douleur. L'Allemagne a une longue tradition d'utilisation des tiges feuillées d'ortie dans le traitement adjuvant des douleurs rhumatismales. Des études indiquent que des extraits de feuilles peuvent réduire ex-vivo in-vitro le TNF-α et l'interleukine-1 β, des cytokines impliquées dans les réactions inflammatoires. Par contre, une étude clinique portant sur l'utilisation de piqûres d'ortie pour les douleurs chroniques du genou s'est révélée négative.
Ces feuilles riche en chlorophylle : environ 4,8 mg/g de feuilles sèches selon Jean M Bokelmann (2022).
Elles étaient aussi traditionnellement employées contre la diarrhée des lapins.

### Posologie
Elle varie selon les besoins et les auteurs, mais on retient les recommandations suivantes :
- poudre des parties aériennes : 1,2 à 18 g par jour, une à trois fois/jour ;
- infusion : 2 à 12 g (selon les auteurs), une à trois fois/jour ;
- décoction : 2 à 5 g, 2 à 3 fois/jour ;
- teinture : Teinture 1,4 à 2,8 g/jour
- jus frais : 15 à 45 ml/jour, une à 3 fois par jour ;
- racine séchée : 0,3 à 24 g/jour.

Il est parfois recommandé d'éviter de consommer les orties fraiches le soir, pour mieux dormir.

### Contre-indications

#### Hypersensibilité à l'ortie
En dépit de ses propriétés antiallergiques démontrées, quelques très rares cas d'allergies ou réactions d'hypersensibilité au pollen ou aux feuilles de Grande ortie ont été décrits dans le monde. Ils se sont manifestés par un urticaire, des démangeaisons, un œdème, une rhinoconjonctivite saisonnière (de mai à septembre pendant la période de floraison et de pollinisation de l'ortie, chez deux hommes adultes), une oligurie ou une gastralgie, sans que l'on sache si une allergie croisée a pu être en cause. 
Alors que parmi les Urticaceae, le caractère allergène du pollen des pariétaires (Parietaria) est bien connu, le pollen des orties (Urtica) est considéré comme peu allergisant (en 2016 « aucun allergène du pollen d'ortie n'a encore été caractérisé ». Un cas d'urticaire attribuable à l'Urtica dioica a été documenté, survenu chez un nouveau-né, ainsi qu'un un œdème sévère de la langue et quelques cas de rhinite allergique ont été rapportés aux États-Unis, puis, en 2016 deux cas (2 hommes adultes) ont été étudiés plus finement permettant de caractériser quelques molécules en cause.

## Référence taxonomique
- (fr) Tela Botanica (France métro) : Urtica dioica